# Cerkev Santo Tomé, Toledo
Cerkev Santo Tomé ali Svetega Tomaža apostola se nahaja v zgodovinskem središču mesta Toledo, Španija in je bila ustanovljena po ponovni osvojitvi mesta v času kralj Alfonza VII. Na mestu stare mošeje iz 9. st., je bila v dvanajstem stoletju zgrajena nova. Mošeja so skupaj z drugimi v mestu uporabljali kot krščansko cerkev v veliki meri nespremenjeno, saj pri osvajanju mesta ni bila uničena. V začetku štirinajstega stoletja jo je popolnoma obnovil Gonzalo Ruiz de Toledo, grof Orgaz in minaret stare mošeje spremenil v zvonik v stilu Mudéjar. El Grecova slavna slika se nahaja v grobnici grofa Orgaza.

## Notranjost
Cerkev ima tri vzdolžne in prečno ladjo, ki so sodčkasto obokane in poligonalno apsido. Glavna ladja je zgrajena v mešanici mavrskega sloga in razposajene gotiki. Na evangelijski strani, v bližini oltarja, vodijo vrata do vhoda v zvonik, od tam pa se lahko povzpne po stopnicah.
Cerkev ima v svojih kapelah dve baročni oltarni podobi, ena plateresco in krstilnik iz šestnajstega stoletja. Poudarki vključujejo podobo Device Marije, marmorni oltar iz 12. stoletja z jonski elementi v prezbiteriju iz devetnajstega stoletja, ki je nadomestil prejšnji oltar v slogu churriguerizma. V osrednjem delu je slika La incredulidad de Santo Tomás, slikar Vicente López Portaña.

### Kapelala Concepción
Ob vznožju ladje, ki ustreza govorniškiškemu pultu ali epistolu kapele La Concepción, je pokopan na lastno zahtevo, Gonzalo Ruiz de Toledo, župan Toleda, dobrotnik te cerkve, ki je umrl leta 1323. Po legendi o njegovem pogrebu je pogrebna povorka prisostvovala viziji Sv. Štefana in Sv. Avguština, ki sta sestopila iz nebes, da bi dala grofovo truplo v grob. Omenjeni čudež je prikazan na El Grecovi sliki Pogreb grofa Orgaza iz leta 1584, naslikana po nalogu takratnega župnika Andrés Núñez de Toledo, ki je za to priložnost preuredil kapelo. Omenjeno oblikovanje je obsegalo novo štirioglato kapelo s polkroglo kupolo in stenami pritrjenimi na štirih točkah loka, v eni je nagrobnik z vtisnjenim pojasnilom o čudežu in nad njim slika.
Latinski epitaf z zlatimi črkami na črnem marmorju je naredil Alvar Gomez Castro.

## Zvonik
Stari minaret je bil prenovljen v štirinajstem stoletju po naročilu grofa Orgaza, v slogu, ki ga lahko imenujemo Toledo Mudéjar, zidan iz opeke in dobro ohranjen. Stolp vsebuje vložke iz glazirane keramike in dve zgornji nadstropji, dvojni zvonik, skupino dveh in treh odprtih oken in med tema dvema etažama okrašen friz s slepimi mavrskimi loki in ločeni s stebrički. Krona je narejena z nazobčano čipko.
Poleg dvojnega okna v stolpu v drugem nadstropju, je vdelana vizigotska plošča v niši iz belega marmorja s školjko pokrovačo in križem okrašenim s črkama Alfa in Omega,  podobno kot so jih delali v delavnicah v Méridi in se razširile v Toledo.

## Bibliografíja
- Gonzalo Ruiz de Toledo, Señor de Orgaz: (1323), Fernández González, Instituto Teológico San Ildefonso, 2003, ISBN = 978-84-93253585
- Sus Monumentos Y El Arte Ornamental, González Simancas Manuel, 2005, Maxtor, ISBN= 84-9761-148-9
- Crónica de la provincia de Toledo, Eduardo de Mariátegui, Madrid, 1866, Ronchi y Compañía
- Toledo en la mano o descripción histórico-artística de la magnífica catedral y de los demás céleb res monumentos: tomo II, Sixto Ramón Parro, 1857, Imprenta y Librería Severiano López Fando